# وندل (کارولینای شمالی)
وندل (به انگلیسی: Wendell) شهری در ایالت کارولینای شمالی کشور ایالات متحده آمریکا است که جمعیت آن در سرشماری سال ۲۰۱۰ میلادی، ۵٬۸۴۵ نفر بوده‌است.